# Кирженьга
Кирженьга — река в России, протекает в Вологодской области, в Тотемском районе. Устье реки находится в 222 км по левому берегу реки Сухона. Длина реки составляет 33 км.
Кирженьга вытекает из болота в 25 км к юго-западу от Тарногского Городка и в 50 км к северо-востоку от Тотьмы. В верхнем и среднем течении течёт на юг, в нижнем поворачивает на юго-восток, а после впадения крупнейшего притока — Глубокой — на восток. Впадает в Сухону двумя километрами выше деревни Коченьга.

## Данные водного реестра
По данным государственного водного реестра России относится к Двинско-Печорскому бассейновому округу, водохозяйственный участок реки — Северная Двина от начала реки до впадения реки Вычегда, без рек Юг и Сухона (от истока до Кубенского гидроузла), речной подбассейн реки — Сухона. Речной бассейн реки — Северная Двина.
По данным геоинформационной системы водохозяйственного районирования территории РФ, подготовленной Федеральным агентством водных ресурсов:
- Код водного объекта в государственном водном реестре — 03020100312103000008817
- Код по гидрологической изученности (ГИ) — 103000881
- Код бассейна — 03.02.01.003
- Номер тома по ГИ — 03
- Выпуск по ГИ — 0